# Цапля-голиаф
Цапля-голиаф, или исполинская цапля, или цапля-великан (лат. Ardea goliath) — околоводная птица из семейства цаплевых.

## Общая характеристика
Цапля-голиаф — самый крупный ныне живущий представитель семейства цапель (вымершая во II тысячелетии до н. э. цапля Ardea bennuides была больше). В высоту достигает 155 см, весит не менее 7 кг, размах крыльев — 210—230 см. Голова и шея каштаново-бурые, туловище — серо-бурое, подбородок белый. Клюв средней длины, очень мощный.

## Распространение
Цапля-голиаф обитает на всей территории Африки южнее Сахары. Изредка залетает и гнездится в Азии. Взрослые птицы оседлы, молодые совершают перелёты от гнездовых территорий к кормовым.

## Образ жизни
Цапли-голиафы живут на болотах, в уединённых от людей местах, никогда не селятся колониями. Кормятся рыбой весом от 30 г до 3,5 кг. Также поедают земноводных, в том числе самых крупных особей африканской роющей лягушки, грызунов весом до 1 кг, и рептилий, в том числе мамб и варанов.

## Фото

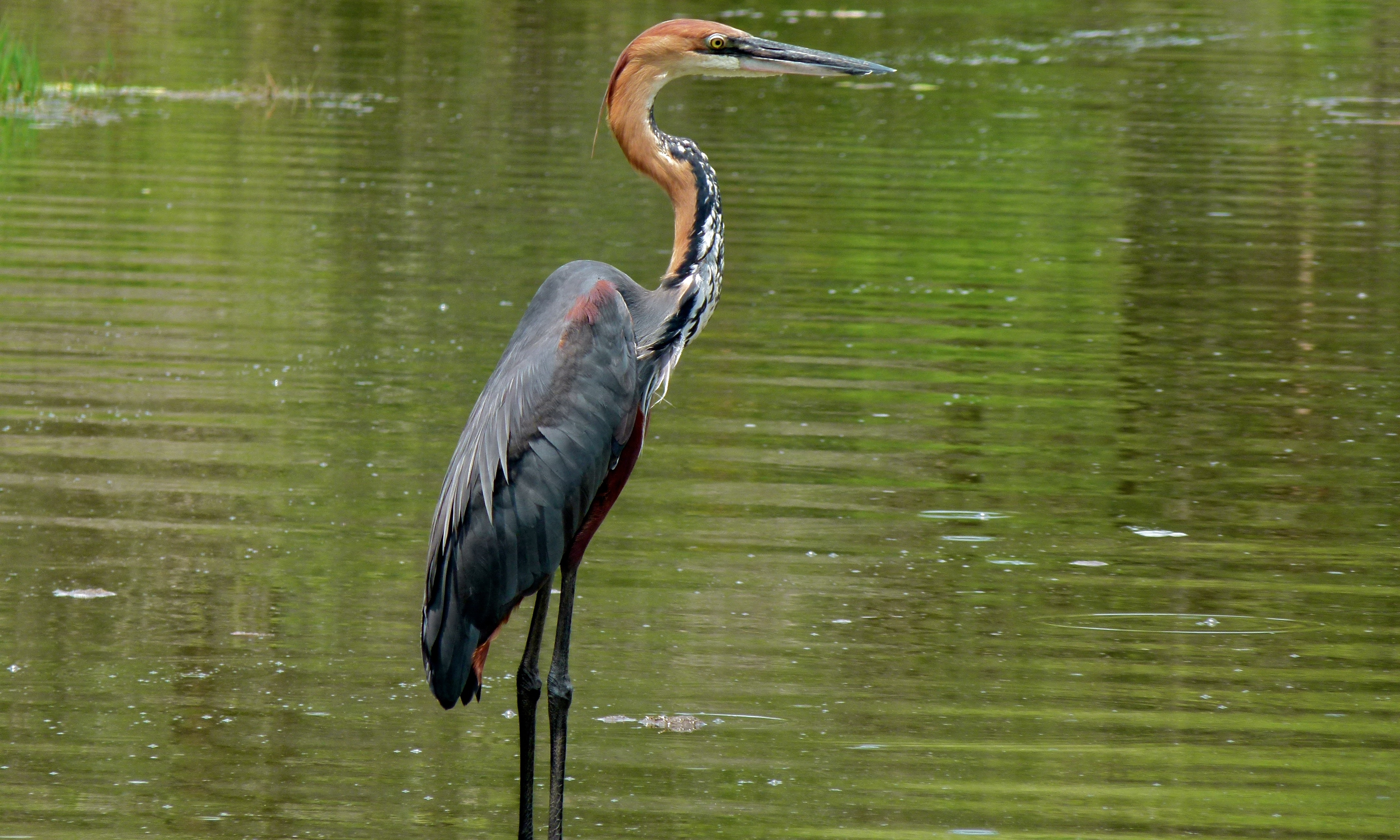
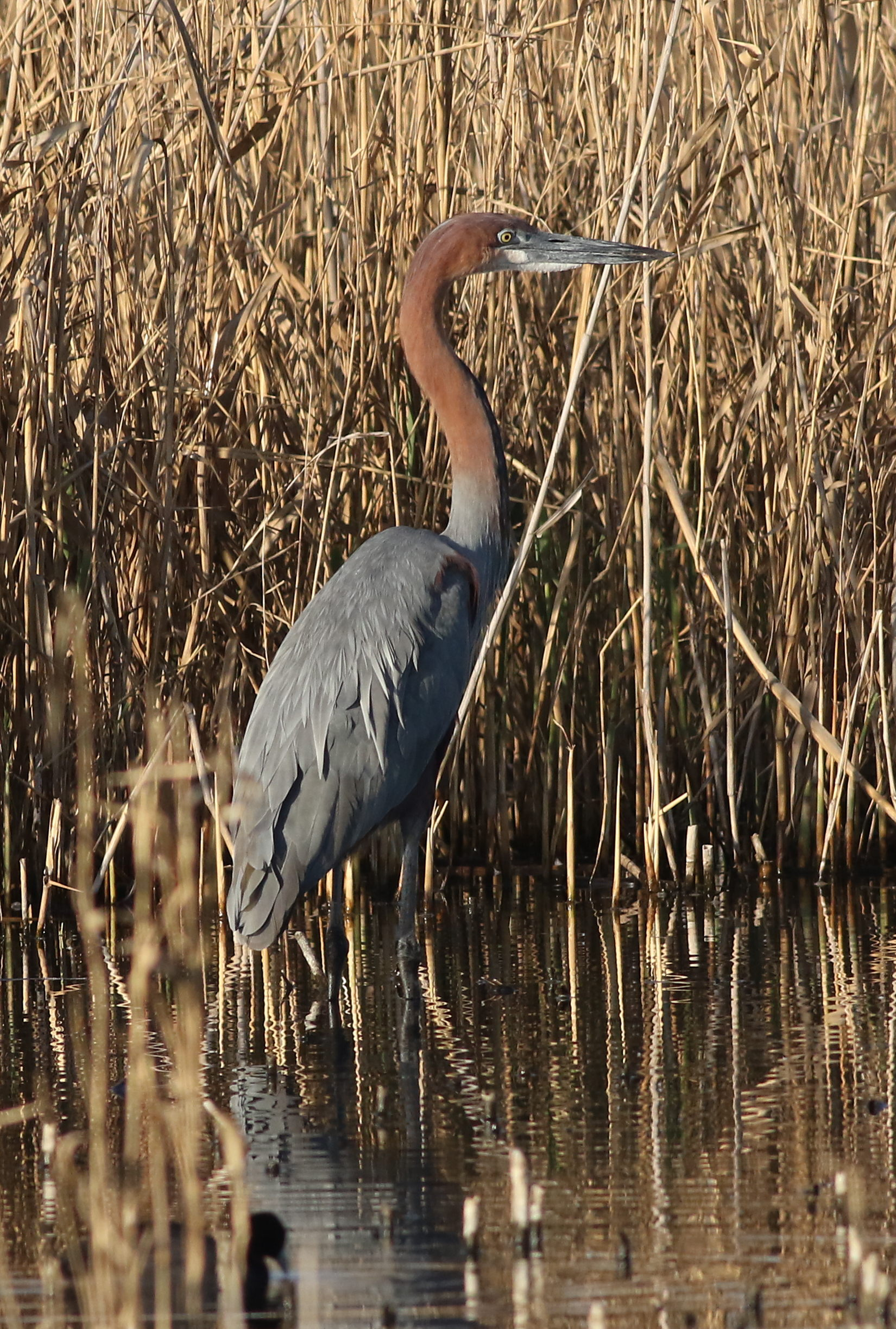
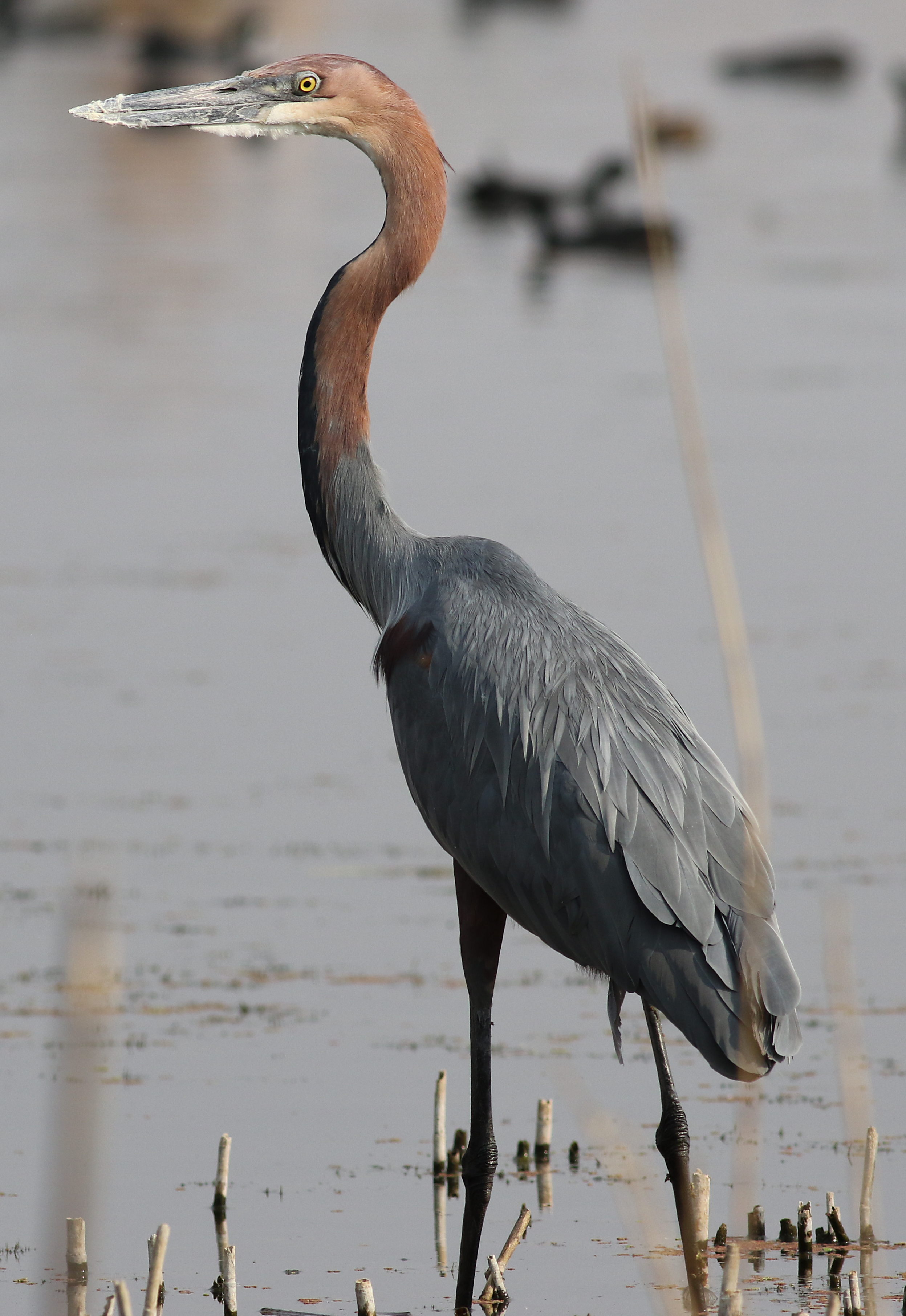
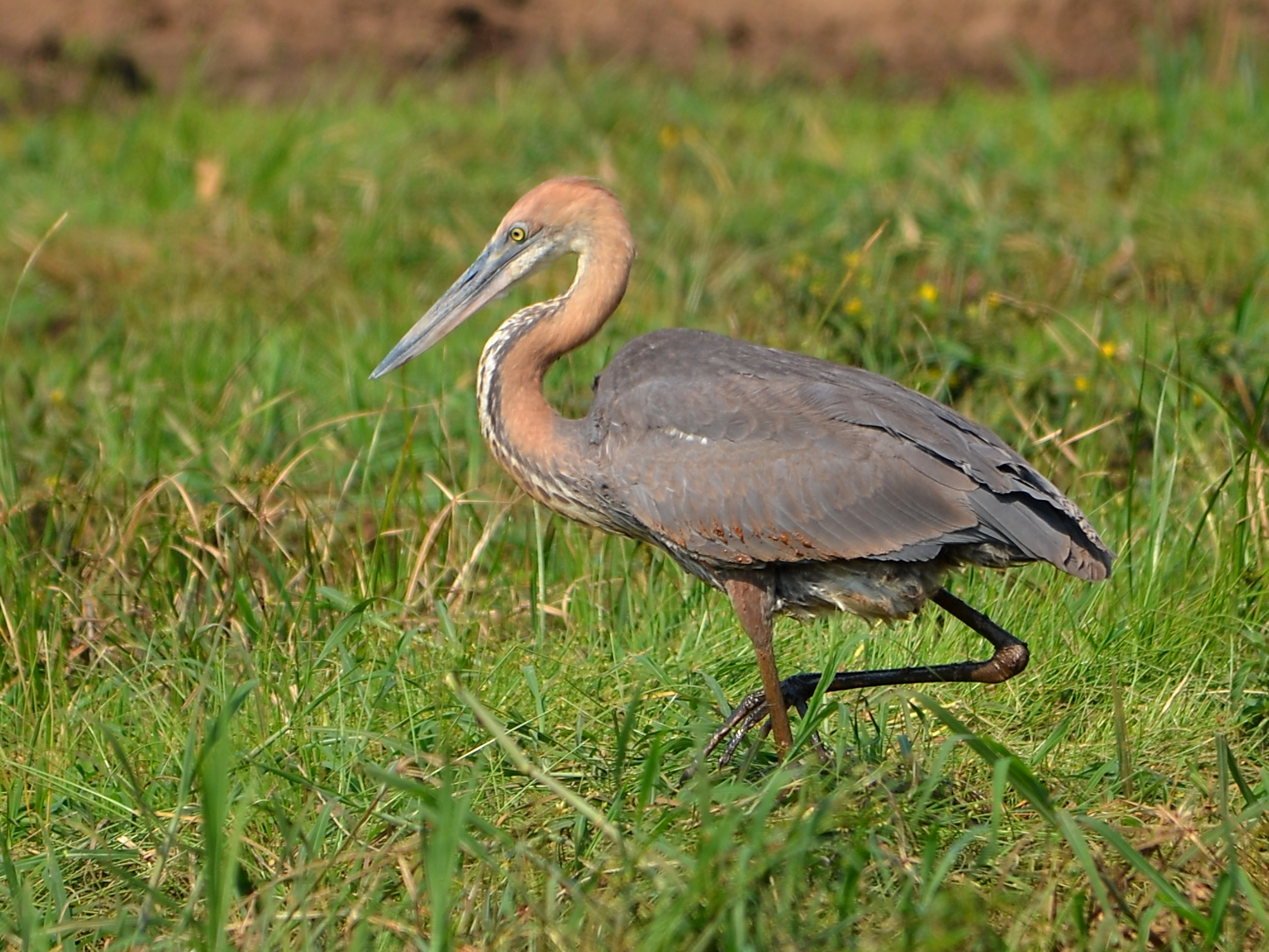
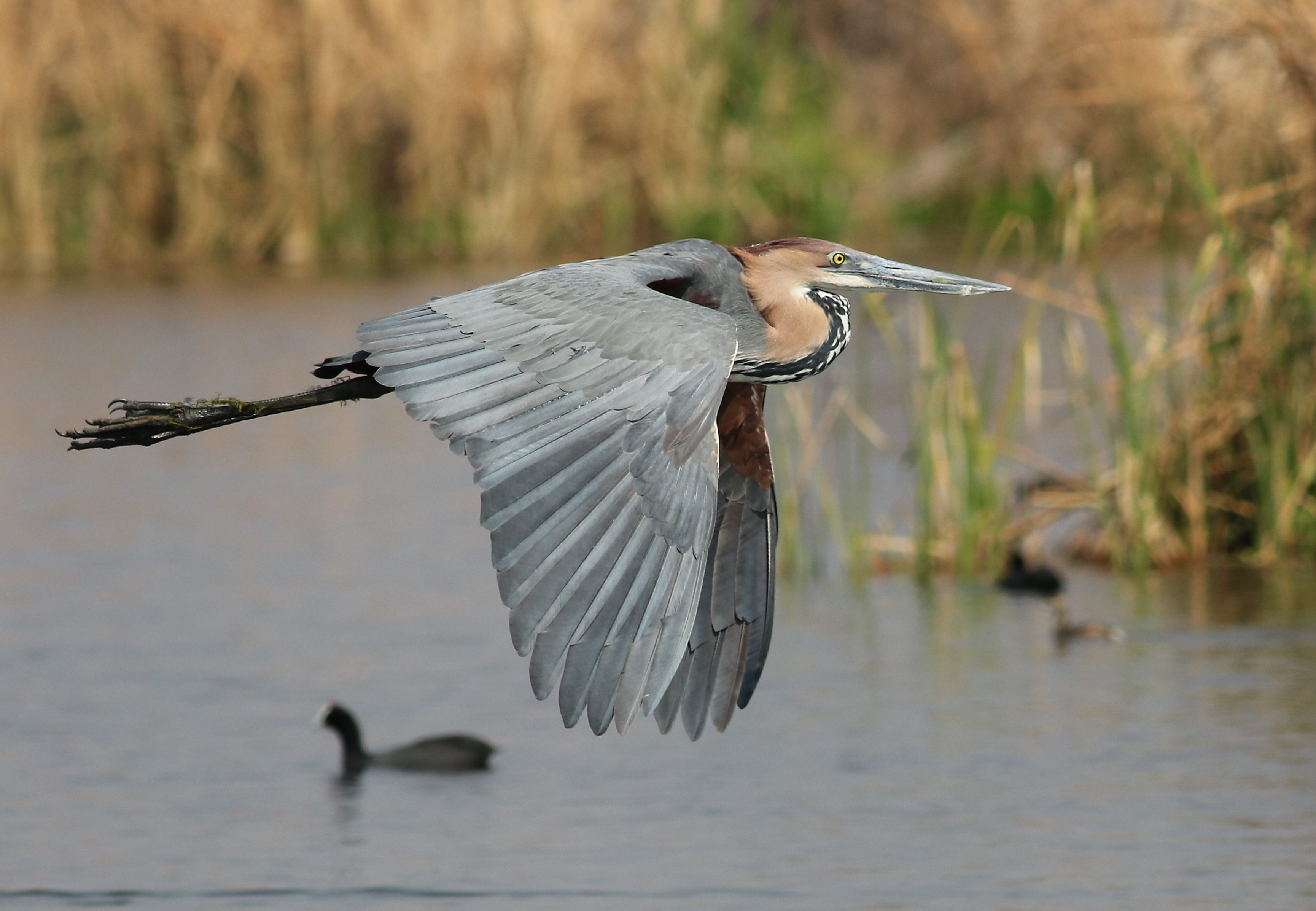
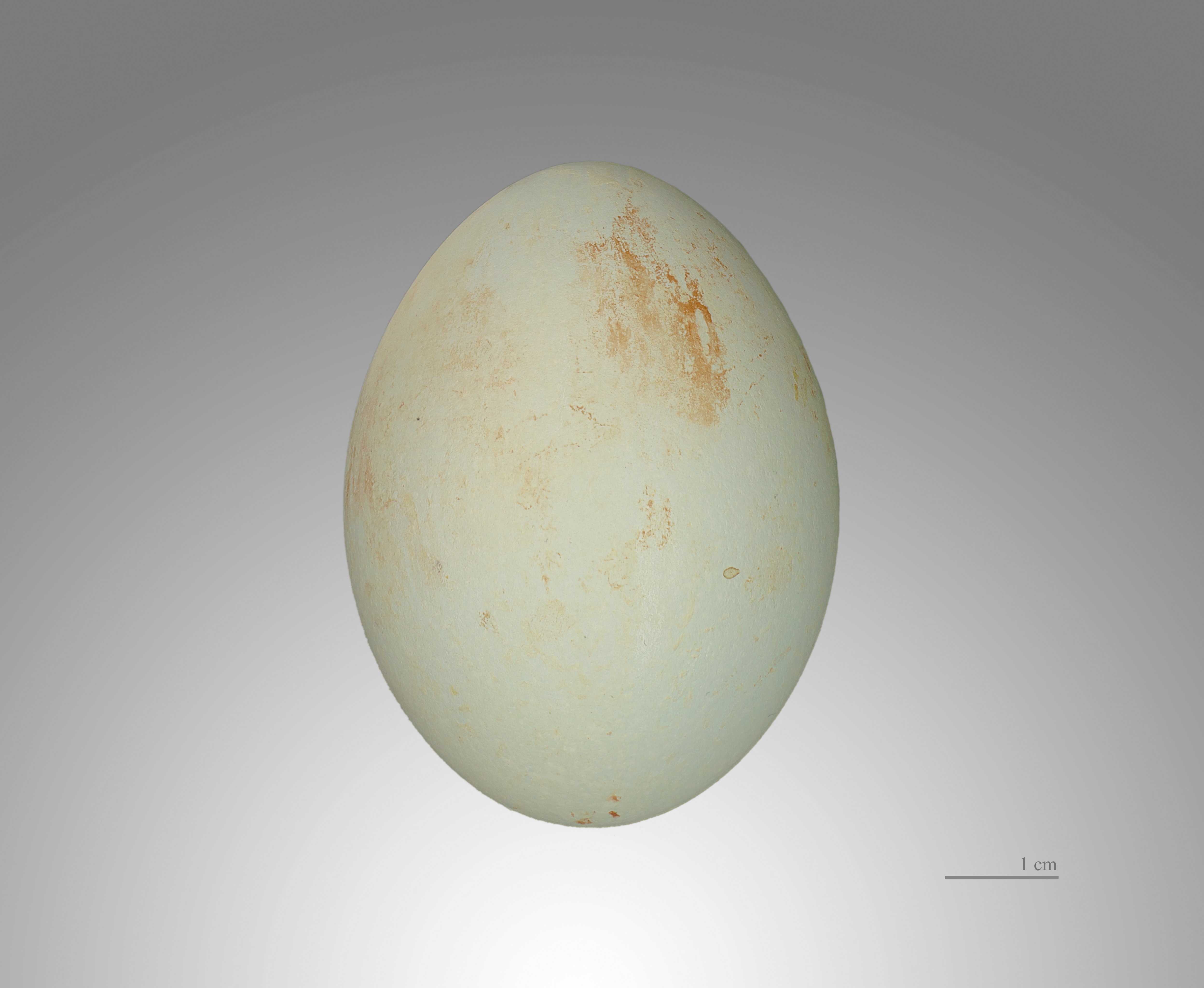
Яйцо